# Лебідь Сергій Петрович
Лебідь Сергій Петрович (нар. 15 липня 1975, Дніпропетровськ) — український легкоатлет. Багаторазовий чемпіон Європи з кросу, срібний призер чемпіонату світу з кросу, переможець трьох Універсіад, учасник трьох Олімпійських ігор. Багаторазовий чемпіон і рекордсмен України. Заслужений майстер спорту України (2005).

## Життєпис
Закінчив Дніпропетровський державний інститут фізичної культури і спорту (2003).
Починаючи з 2022, працює головним тренером з видів витривалості у складі національної збірної України з легкої атлетики.